# (6119) Hjorth
(6119) Hjorth (1986 XH) – planetoida z pasa głównego planetoid okrążająca Słońce w ciągu 4,23 lat w średniej odległości 2,61 au. Odkryta 6 grudnia 1986 roku.